# نادي شانغهاي بودونغ
نادي شانغهاي بودونغ لكرة القدم (بالصينية: 上海浦东中邦足球俱乐部) هو نادي كرة قدم صيني تأسس في 2003، ويلعب في الدوري الصيني الدرجة الأولى.